# Anacroneuria tempisquito
Anacroneuria tempisquito – gatunek widelnicy z rodziny widelnicowatych.
Gatunek ten opisany został po raz pierwszy w 2014 roku przez Billa P. Straka na łamach czasopisma „Illiesia”. Opisu dokonano na podstawie pojedynczego okazu samca, odłowionego w maju 1990 roku do światła w biologicznej stacji badawczej Maritza, w Rio Tempisquito, od którego to pochodzi epitet gatunkowy.
Widelnica ta ma żółtą głowę z brązowym znakiem  o rozmytych granicach przed przyoczkami oraz ciemnobrązowymi czułkami. Na wierzchu przedplecza występuje jasna przepaska środkowa i ciemnobrązowe przepaski boczne. Skrzydła mają przejrzystą, jasnobrusztynowo podbarwioną błonę, jasną żyłkę kostalną i ciemne pozostałe elementy użyłkowania. Długość przedniego skrzydła u holotypu wynosi 10 mm. Charakterystyczne cechy gatunku znajdują się w genitaliach samca. Edeagus ma wierzchołek w widoku od spodu spiczasty i zaopatrzony w parę uwydatnionych płatów błoniastych, w widoku bocznym kanciasto zakrzywiony w kierunku brzusznym, a w widoku grzbietowym wyposażony w słabo zaznaczony, V-kształtny kil. Haczyki w genitaliach są smukłej budowy, o długich i spiczastych wierzchołkach.
Owad znany tylko z lokalizacji typowej na terenie kostarykańskiej prowincji Guanacaste.